# Amberbakia bispecularis
Amberbakia bispecularis är en insektsart som beskrevs av Walker 1870. Amberbakia bispecularis ingår i släktet Amberbakia och familjen dvärgstritar. Inga underarter finns listade i Catalogue of Life.